# Eusideroksilon
Eusideroksilon (lat. Eusideroxylon), monotiski biljni rod iz porodice lovorovki raširen po tropskoj Aziji (Malezija)
Jedina je vrsta korisno drvo E. zwageri poznato kao billian i kayu besi (žewljezno drvo), sa Sumatre, Bornea, Brunejaa, Jave i Filipina. Billian je teško tvrdo drvo otporno na mrave

## Opis
Naraste do 50 metara visine. Kora je sivo-smeđa. Listovi su eliptični do jajoliki (14 – 18 cm dugi i 5 – 11 cm široki), kožasti, tupim do kratko ušiljenim vrhom lista i cijelim rubom lista. Gornja strana listova je glatka i bez dlaka, dok donja strana listova može imati dlake prisutne na većim žilama. Peteljka je duga oko 0,6 – 1,5 cm.
Cvjetovi se pojavljuju u gustom i visećem grozdu (dužine oko 10 – 20 cm) na aksilarnom položaju. Cvijet je zelenkast, žut ili ljubičast, radijalno simetričan i sastoji se od plitke cvjetne cijevi.

## Sinonimi
- Bihania Meisn.; Prodr. [A. DC.] 15(1): 96 (1861)
- Salgada Blanco; Fl. Filip. ed. Il. 221 (1845)